# Georges Vicaire
Georges Vicaire (1853-1921) fue un bibliógrafo francés.

## Obras
- Le Récit du grand-père. Souvenir d'Alsace, 1882
- Bibliographie gastronomique. La cuisine, la table, l'office, les aliments, les vins, les cuisiniers, les gourmands et les gastronomes, l'économie domestique, facéties, dissertations, singulières, pièces de théâtre, etc., prefacio de Paul Ginisty, Paris, Rouquette et fils, 1890, obra rara que consiste en una recensión de 2500 obras sobre el tema de la cocina del siglo XV y finales del siglo XIX
  - Disponible en línea
- Bibliographie des publications faites par M. le Baron Jérôme Pichon, président de la Société des bibliophiles françois, de 1833 à 1892, 1892
- Sir Kenelm Digby et les anciens rapports des bibliothèques françaises avec la Grande-Bretagne, 1892
- Les ″Incunabula biblica″ de M. W. A. Copinger et la ″Bibliographical society″, 1893
- Documents pour servir à l'histoire des libraires de Paris, 1486-1600, en colaboración con Jérôme Pichon, Paris, Techener, 1894
- Manuel de l'amateur de livres du XIXe siècle (1801-1893), 8 volumes, Paris, Rouquette, 1894-1920, bibliografía literaria del siglo XIX con la colaboración de algunos coetáneos. 
  - Los 8 tomos disponibles en línea
- François-Ernest Delaplace, né à Rouen le 26 novembre 1835, mort à Paris le 6 décembre 1895, 1895
- Note sur l'Histoire des Grecs et des Troyens de Darès, traduite par Charles de Bourgueville, 1895
- Tiphaigne de La Roche et la première idée de la photographie en 1760, 1895
- Les ″Almanachs français″ par M. John Grand-Carteret, 1896
- Les Éditions d'art de M. Édouard Pelletan, 1896
- Le Baron Jérôme Pichon, président de la Société des bibliophiles françois, 1812-1896. Notice suivie de la bibliographie de ses travaux, 1897
- Catalogue du cabinet de feu M. le Baron Lucien Double, 1897
- Catalogue de la bibliothèque de feu M. le Baron Jérôme Pichon, 1897
- La Bibliothèque d'Eugène Paillet, 1899
- La jeunesse de Balzac. Balzac Imprimeur. 1825 - 1828, en collaboration avec Gabriel Hanotaux, Paris, A. Ferroud, 1903, 1 édition. Librairie des Amateurs, A. Ferroud, F. Ferroud, 1921. (La partie Balzac imprimeur recense et décrit tous les livres imprimés par Balzac dans son imprimerie.)
- Le vicomte de Savigny de Moncorps, La Societe des bibliophiles francois. Henri Leclerc, 1916.
  - Disponible en ligne

- Datos: Q3103606
- Multimedia: Georges Vicaire / Q3103606